# 安布罗斯·曼德武洛·德拉米尼
安布罗斯·曼德武洛·德拉米尼（英語：Ambrose Mandvulo Dlamini，1968年3月5日—2020年12月13日），亦有譯作戴安柏，是史瓦帝尼的商人、政治家，於總理任內逝世。

## 生平
安布罗斯·曼德武洛·德拉米尼早年曾在银行业与通讯业工作，其中包括出任莱利银行董事总经理和MTN集团首席执行官。
2018年10月27日，当选为斯威士兰第10任首相。
2020年12月13日，因2019冠状病毒病去世。